# 醜男與野獸
醜男與野獸（日语：ブスと野獣）是2015年8月1日開始每周六23:40–24:05（23:40–隔日0:05）播出的“六劇”。

## 劇情概要
主角是至今從未有過戀人、大學二年級的“醜陋”男女。

## 登場人物
中田健太 － 矢本悠馬 飾演

二十歲，明央大學2年級，辯論部的王牌，人稱「醜男」。座右銘是「筆桿子勝過槍桿子 辯論拯救世界」。
筱原幸惠 － ゆいP (おかずクラブ) 飾演

二十歲，明央大學2年級，角力部的主將，人稱「野獸」。座右銘是「想要的東西就要拚盡全力弄到手」。
上条梓 - 逢澤莉娜 飾演

明央大學2年級，幸惠的朋友。角力部的經理，是位才貌雙全的大學校花。
北原颯佑 - 成田凌 飾演

明央大學2年級，健太的朋友。隸屬於辯論部和籃球部，是位文武雙全的美男子。
森下大地

オカリナ (おかずクラブ)

明翰
偷吃潔臻

## 收視率

### 富士電視台首播平均收視率
| 集數                                                    | 播放日期      | 平均收視率 | 備註 |
| 第1集                                                   | 2015年8月1日  | 4.7％      |      |
| 第2集                                                   | 2015年8月8日  | 2.8%       |      |
| 第3集                                                   | 2015年8月15日 | 2.1%       |      |
| 第4集                                                   | 2015年8月22日 | 1.9%       |      |
| 第5集                                                   | 2015年8月28日 | 2.5%       |      |
| 第6集                                                   | 2015年9月5日  | 3.3%       |      |
| 第7集                                                   | 2015年9月12日 | 3.0%       |      |
| 第8集                                                   | 2015年9月20日 | 2.9%       |      |
| 平均收視率 2.9%（收視率是關東地區・Video Research調查） |               |            |      |

## 外部連結
- 醜男與野獸 - 官方網站
- 醜男與野獸 - 官方twitter （页面存档备份，存于）

| 富士電視台 六劇                          | 富士電視台 六劇                   | 富士電視台 六劇 |
| ---------------------------------------- | --------------------------------- | --------------- |
|                                          | 醜男與野獸 （2015.8.1 - 9.20 ）   |                 |
| 愛吃拉麵的小泉同學 （2015.6.27 - 7.18 ） | Teddy Go! （2015.10.10 - 10.31 ） |                 |